# 부라오
부라오(영어: Burao, 소말리어: Burco, 아랍어: برعو)는 소말릴란드 토그데르주의 주도로, 소말릴란드에서 두 번째로 큰 도시이다.